# Cayo Opio (tribuno de la plebe)
Cayo Opio era tribuno de la plebe en el año 215 a. C.
En el apogeo de la segunda guerra púnica durante los días de la catástrofe nacional posterior a la Batalla de Cannas, en el enfrentamiento entre el ejército romano y las tropas de Aníbal, hizo aprobar en el 215 a. C. la ley Opia que prohibía a las mujeres llevar más de media onza de oro, vestir prendas multicolores,v iajar en carpentum en una ciudad o alrededor de ella, a menos que fuera para sacrificios públicos.
Sería la primera de una serie de leyes suntuarias, y restringía no sólo la riqueza de la mujer, sino también su ostentación de riqueza.
Esta ley suscitó un descontento generalizado y fue revocada, a pesar de la oposición de Catón el Viejo.